# Madeleine Brooks
Madeleine Brooks (* 9. März 1997 in Norfolk) ist eine britische Tennisspielerin.

## Karriere
Brooks spielt vorwiegend Turniere auf der ITF Women’s World Tennis Tour, wo sie bislang fünf Titel im Doppel gewann.

### College Tennis
2016 bis 2019 spielte sie für das Damentennisteam der Bisons der Lipscomb University.

## Turniersiege

### Doppel
| Nr. | Datum             | Turnier         | Kategorie | Belag             | Partnerin         | Finalgegnerinnen                  | Ergebnis  |
| --- | ----------------- | --------------- | --------- | ----------------- | ----------------- | --------------------------------- | --------- |
| 1.  | 18. Mai 2024      | Kurume          | ITF W75   | Teppich           | Sarah Beth Grey   | Momoko Kobori Ayano Shimizu       | 6:4, 6:0  |
| 2.  | 1. Juni 2024      | Montemor-o-Novo | ITF W50   | Hartplatz         | Eudice Chong      | Leonie Küng Ewjalina Laskewitsch  | 6:4, 6:4  |
| 3.  | 2. November 2024  | Hamburg         | ITF W75   | Hartplatz (Halle) | Isabelle Haverlag | Riya Bhatia Lian Tran             | 6:3, 6:2  |
| 4.  | 30. November 2024 | Trnava          | ITF W75   | Hartplatz (Halle) | Isabelle Haverlag | Anastasia Dețiuc Aneta Kučmová    | 7:65, 6:1 |
| 5.  | 24. Mai 2025      | Pelham          | ITF W50   | Sand              | Petra Hule        | Alicia Herrero Liñana Anna Rogers | 6:1, 7:64 |